# Glenea fasciata
Glenea fasciata är en skalbaggsart som först beskrevs av Fabricius 1781.  Glenea fasciata ingår i släktet Glenea och familjen långhorningar.
Artens utbredningsområde är:
- Gabon.
- Ghana.
- Nigeria.

Inga underarter finns listade i Catalogue of Life.